# شوهر پاستوریزه
شوهر پاستوریزه فیلمی به کارگردانی نصرت‌الله وحدت و نویسندگی نظام فاطمی محصول سال ۱۳۵۰ است.

## خلاصه داستان
دختر که به دانشجوی جوان و فقیری علاقه‌مند است، برای اینکه گرفتار تصمیم عجولانه پدرش در شوهر دادن او به مردی پول‌دار نشود، به اصفهان فرار می‌کند. او در راه سفر به زن و شوهری اصفهانی برخورد می‌کند. مرد اصفهانی کمکش می‌کند که دختر به چنگ ایادی پدرش نیفتد اما بازی‌های مرد اصفهانی همسرش را مظنون می‌کند و این توهم را به وجود می‌آورد که شوهرش با دختر تهرانی سر و سری دارد. سرانجام واقعیت آشکار و موقعیتی فراهم می‌شود تا دختر تهرانی بتواند با مرد مورد علاقه‌اش ازدواج کند.

## بازیگران
- نصرت‌الله وحدت
- ارحام صدر
- شیلا
- کامی کسروی
- فیروزه
- شراره
- قبادی
- شمسی
- منصور جهانشاه
- علی‌محمد رجایی